# Serpuchovskij rajon
Il Serpuchovskij rajon (in russo Серпуховский район?) era un rajon dell'Oblast' di Mosca, nella Russia europea; il capoluogo era Serpuchov. Istituito nel 1929, ricopriva una superficie di 1.016 chilometri quadrati e nel 2010 ospitava una popolazione di circa 34.000 abitanti.